# I've Got a Reason
| Recensione | Giudizio |
| ---------- | -------- |
| AllMusic   | [ 1 ]    |

I've Got a Reason è il primo album discografico solistico del cantante e chitarrista statunitense Richie Furay (l'album è a nome delle The Richie Furay Band), pubblicato dalla casa discografica Asylum Records nell'agosto del 1976.

## Tracce

### LP
Lato A
1. Look at the Sun – 5:07 (Richie Furay, Tom Stipe)
2. We'll See – 3:02 (Richie Furay)
3. Starlight – 3:39 (Richie Furay, Tom Stipe)
4. Gettin' Through – 2:59 (Richie Furay, Tom Stipe)
5. I've Got a Reason – 4:07 (Richie Furay)

Lato B
1. Mighty Maker – 3:54 (Richie Furay)
2. You're the One I Love – 3:40 (Richie Furay)
3. Still Rolling Stones – 3:54 (Richie Furay)
4. Over and Over Again – 7:09 (Richie Furay, Tom Stipe)

## Formazione
The Richie Furay Band
- Richie Furay - voce solista, chitarra
- Tom Stipe - tastiere, accompagnamento vocale-cori
- Jay Truax - basso, accompagnamento vocale-cori
- John Mehler - batteria

Altri musicisti
- Michael Omartian - tastiere, accompagnamento vocale-cori
- Al Perkins - chitarra
- Steve Cropper - chitarra
- Al MacDougall - percussioni
- Don Gerber - banjo
- Bill Schnee - battito delle mani (handclaps)
- Stormie Omartian - accompagnamento vocale-cori
- Ann White - accompagnamento vocale-cori
- Myrna Matthews - accompagnamento vocale-cori
- Carolyn Willis - accompagnamento vocale-cori

Note aggiuntive
- Bill Schnee e Michael Omartian - produttori
- Registrato e mixato al Producers Workshop di Hollywood, California
- Bill Schnee - ingegnere delle registrazioni, mixaggio
- Rick Hart - assistente ingegnere delle registrazioni
- Registrazioni aggiunte effettuate al Davlen Studios, Universal City, California ed al Martin Sound, Alhambra, California
- Mastering effettuato da Doug Sax al Mastering Lab
- Michael Omartian - arrangiamento strumenti a corda (brani: Mighty Maker e Starlight)
- David Diggs - arrangiamento strumenti a corda (brani: Look at the Sun e I've Got a Reason) [4]

## Classifica
Album
| Anno | Classifica    | Posizione raggiunta |
| ---- | ------------- | ------------------- |
| 1976 | Billboard 200 | 130                 |